# Coslada Central
Coslada Central – stacja metra w Madrycie, na linii 7. Znajduje się w Coslada i zlokalizowana jest pomiędzy stacjami Barrio del Puerto i La Rambla. Została otwarta 5 maja 2007.